# Högboda station
Högboda station, fram till 1917 Boda station, är en järnvägsstation i Högboda, Värmland. Stationen öppnade 1871 och banan elektrifierades 1936. 

## Historik
Den första stationsmästaren var Anders Lundh, född i Trollhättan 20/10 1835, vilken tillträdde tjänsten vid banans öppnande 1871 och innehade densamma till 1873 då han flyttade till Grava.
Lundh efterträddes av stationsmästare Anders Gustav Pettersson, född 10/4 1844 i Rådane, Skaraborgs län och stannade på sin post i åtskilliga år framåt. Han tog livlig del i socknens angelägenheter och avgick 1909. Han avled 22/6 1917. Pettersson var banarbetare då järnvägen byggdes, men var tydligen en mycket duglig man, som kunde befordras till stationsmästare. Han blev även Bodas förste poststationsföreståndare, enär första postlokalen var inrymd i stationen fram till 1917 då huset byggdes om, stationen bytte namn från Boda till Högboda och posten flyttade till andra lokaler. 
År 1911 hade stationen fyra anställda och samma år expedierades dagligen 10 tåg, 75 resande, 15 ton gods och fyra godsvagnar. Den siste tjänstgörande på stationen var tågklareraren Mats Jansson Hägg, som tjänstgjorde på stationen mellan 1984 och 1998. Han har skrivit en bok om sin tid i Högboda, med titeln "Stinsliv - Ett öde på villospår". Idag stannar sju tåg på vardagarna och två tåg lördag-söndag, det finns inga anställda och ställverket styrs från driftcentralen i Hallsberg. Stationen har dagliga förbindelser med Oslo S, Charlottenberg, Arvika, Kil och Karlstad C.

## Galleri

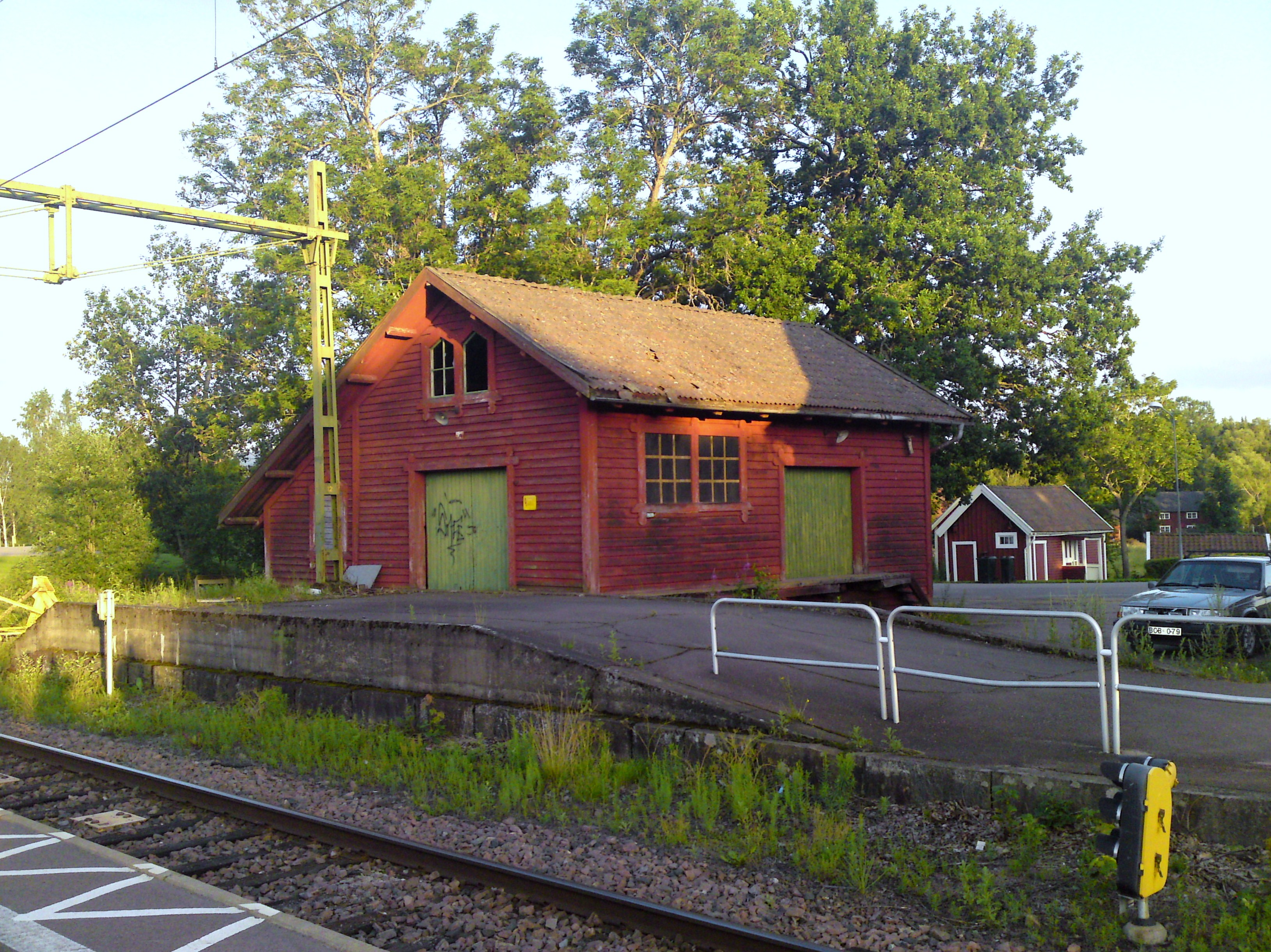
Godsmagasinet
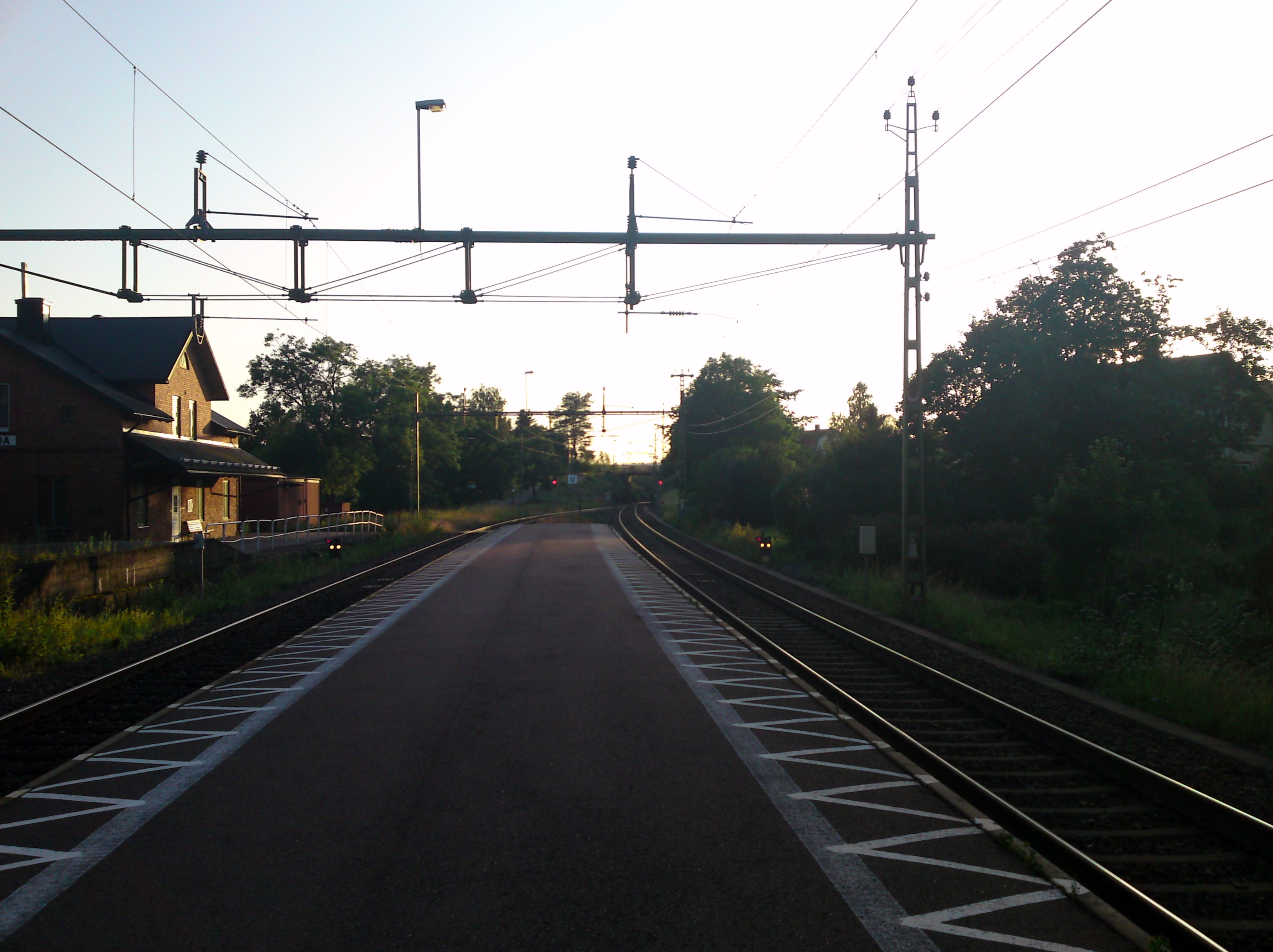
Plattformen
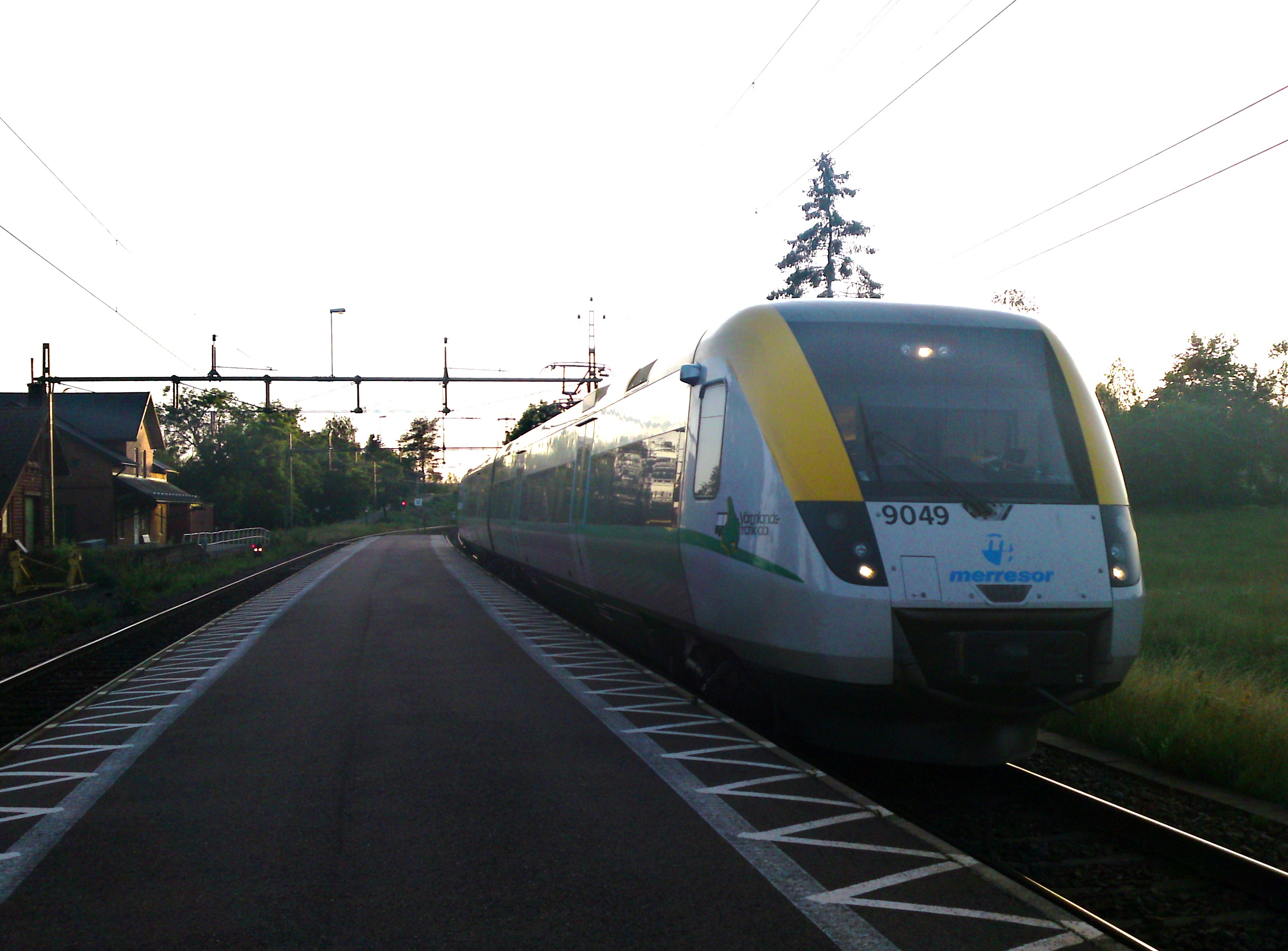
Ett Regina-tåg vid plattformen